# 鳳新路
鳳新路（Fengxin Rd.）是屏東縣竹田鄉的東西向主要幹道。為台88線橋下平面側車道，全線屬市道188號。起端於麟洛溪接萬丹鄉萬順路一段，東止於連成路口，市道188號在此結束里程。繼行右轉連成路屬縣道189號可通往潮州鎮，為竹田鄉往來萬丹鄉及接近潮州鎮的主要道路。也是高雄市、屏東縣兩地之間往來重要的東西向快速公路橋下路段之一。

## 行經行政區域
- 竹田鄉

## 歷史
台88線於1999年至2000年初採高架工程正式動工，2000年11月8日大寮－萬丹段先行開放通車。後橋下平面道路萬丹－竹田段（鳳新路，至連成路口）於2003年7月21日開放通車。2004年1月10日台88線與橋下平面道路全線正式通車。並於2005年3月29日行政院公告正式編入快速公路橋下縣道系統，將鳳新路編號為今日之縣道188號。

## 沿線設施
（由西至東）
- 台88線
- 鳳明社區
- 屏81線鳳安路
- 屏81-4線平洋路
- 連成路

## 參照
1. ↑  .   [2014-03-02]. （原始内容存档于2020-03-11）.

## 外部連結
- 交通部公路總局 （页面存档备份，存于）